# Halenchidae
Halenchidae är en familj av rundmaskar. Halenchidae ingår i ordningen Tylenchida, klassen Adenophorea, fylumet rundmaskar och riket djur.
Familjen innehåller bara släktet Halenchus.